# Rîșcani
Rîșcani este un oraș din nordul Republicii Moldova, reședința raionului Rîșcani.

## Etimologie
Toponimul localității provine de la numele boierului Gheorghe (Egor) Râșcanu care din banii proprii a ridicat mai multe edificii din oraș.

## Geografie

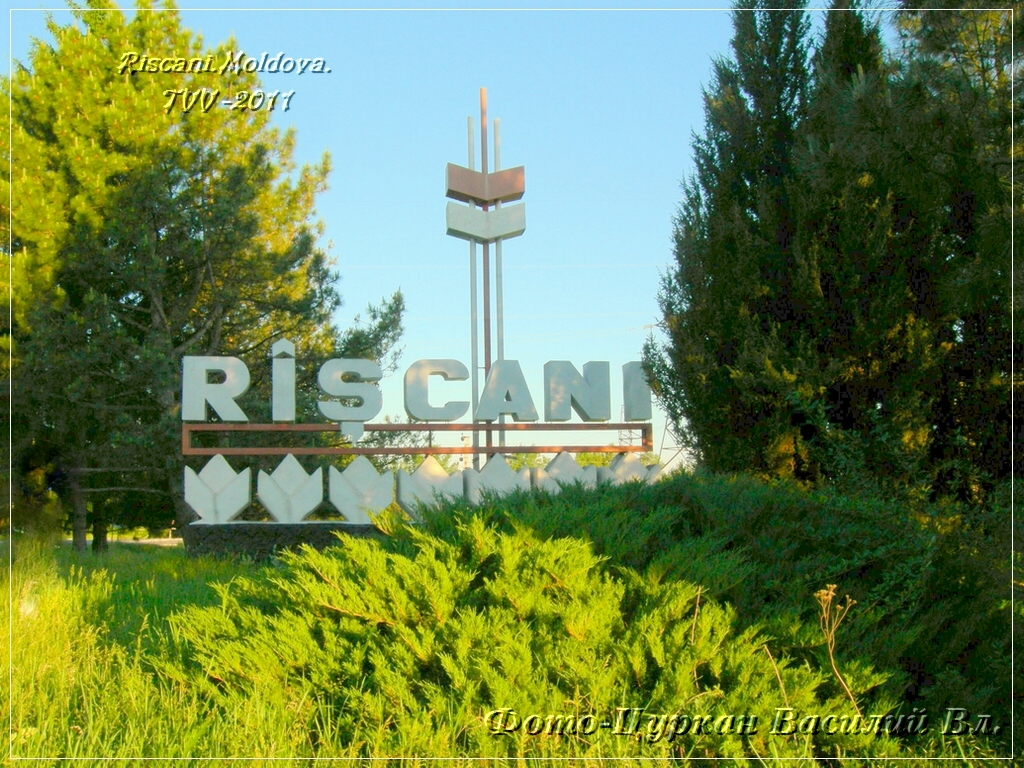
Intrarea în oraș

Orașul Râșcani e situat pe râulețul Copăceanca, afluentul râului Răut, la 166 km de capitala Republicii Moldova – Chișinău, la 22 km de calea ferată Drochia și la 45 km de municipiul Bălți.

### Resurse naturale
Resursele acvatice ale orașului sunt formate de lacul din oraș, trei izvoare și 322 fântâni. Spațiile verzi ale orașului constituie 23,5 ha și sunt formate din parcuri și scuaruri, precum și o mulțime de conifere și copaci decorativi. Zona verde a orașului cuprinde peste 50 de specii de copaci aduși din zona subtropicală ale Crimeii și amplasați în Parcul colegiului agroindustrial, parcul „Zona Verde”, etc.

## Istorie

### Atestare
O veche legendă ne povestește că pe timpul domniei lui Ieremia Movilă, pe când pământul Moldovei era trecut prin foc și sabie de hoardele otomane, un biet moldovean, gonit de cruzimea turcilor, împreună cu numeroasa-i familie a luat drumul pribegiei, căutând un loc liniștit pentru viață. Soarta i-a adus într-un amurg de seară la un izvor cu apă limpede și rece, ce-și alina apele la poalele a trei copaci nemaipomenit de viguroși. Murmurul izvorului, freamătul copacilor, liniștea din jur le-a îngânat cântecul de leagăn. Bietului om i s-a arătat în vis un înger ce-i spuse să se așeze cu traiul aici. Roata vremii se rotea, firul istoriei se depăna, aducând cu sine noi familii aici, astfel dând naștere localității Copăceni, denumirea căreia vine de la cei trei copaci seculari (azi cel mai mare cartier din oraș).
Conform catalogul elaborat de istoricul Vladimir Nicu, prima localitate atestată pe teritoriul actual al orașului Rîșcani datează din 11 iunie 1602. Totuși toponimele menționate în acel document se referă la alte localități. Astfel, în uricul citat, domnul Ieremia Movilă întărește lui Vlaico și rudelor sale părți din satele Turetca, Stancăuti și Nahoreni:
„Eremia Movilă voievod, din mila lui Dumnezeu, domn al Țării Modovei. Iată am dat și am întărit slugilor noastre, Vlaico vatah și nepotului său, Văsian, fiul lui Iurașco și vărului lor, Dumitrașco, fiul lui Drăghici și vărului lor, sluga noastră, Onciul Iurașcovici și deasemeni vărului lor, Miron, fiul lui Condrea, toți nepoții și strănepoții lui Gavrilcea și ai lui Fădor, dreapta lor ocină și dedină, din ispisoc de mărturie dela Aron voievod, a treia parte de sat din Turiatca, partea de mijloc și cu loc de moară, a treia parte din sat din Stancăuti, partea de sus și iarăși a treia parte din satul Nahoreni, partea de sus, ca să le fie și dela noi uric cu tot venitul.

Și altul să <nu> se amestece.

Scris la Iași, în anul 7110 <1602> Iunie 11.”
Deci, reieșind din denumirea satelor limitrofe menționate în document, Nahorenii sunt amplasați lângă satele actuale Tureatca și Stănești din regiunea Cernăuți, Ucraina. Prin urmare, data înființării sau a primei atestări documentare a vreunei din localități care a stat baza formării orașului Râșcani urmează a fi cercetată. 

### În componența Moldovei
Către anul 1779 în procesul congruenței a trei localități apropiate: Copăcenca și Ivanușca s-au conturat hotarele noii localități ce va purta denumirea de Râșcani.

### Ocupația țaristă
La recensământul din anul 1817, în satul Copaceanca, din ocolul Cihurului, ținutul Iași, din la categorie A (bogați) sunt notați 2 preoți; 1 diacon; 1 pălămar (paraclisier). La categoria G (săraci) sunt numărați 118 gospodării, 1 burlac, total - 123 bărbați. Numărați erau numai capii de familie, inclusiv care aveau gospodărie și copii, deoarece trebuiau să plătească impozit. Satul și moșia aparțineau stolnicului moldav Matei Râșcanu. La numărarea gospodăriilor au fost incluse și cele din Ivanușca și Copaceanca (Nouă). Moșia dispunea de pământ arabil, pășuni și fânețe din abundență, un heleșteu și o dumbravă îngrădită.
Către anul 1856 localitatea prosperă și pentru a valorifica în continuare pământurile la periferia moșiei sunt împroprietăriți cu pământ coloniști germani. Tot în această perioadă pe malul stâng al râulețul Copăceanca este construită o biserică din lemn, apoi în 1858 din banii boierului Gheorghe (Egor) Râșcanu a fost construită din piatră biserica Adormirea Maicii Domnului.  Către sfârșitul sec. 19, tot grație boierului Gheorghe (Egor) Râșcanu, după cum menționează editorialul alolingv Sbornik Besarabskogo zemstva, în anul 1868 la 15 mai este construit oficiul poștal, cu un an mai târziu în octombrie este construită o școală publică pentru băieți. În anul 1871 prin susținerea financiară a lui Gheorghe (Egor) Râșcanu și inițiativa medicului de zemstvă Clinovschi este instituit un spital cu 20 de paturi, iar în 1874 a fost deschisă și o școală duminicală de meserii. În anul 1886 este începută construcția clădirii gimnaziului „M. Eminescu” din localitate după proiectul unui arhitect din Sankt-Petersburg. Gimnaziul a fost deschis la 1 iulie 1913. Astăzi în această clădire își are sediul Liceul teoretic „L. Damian”.

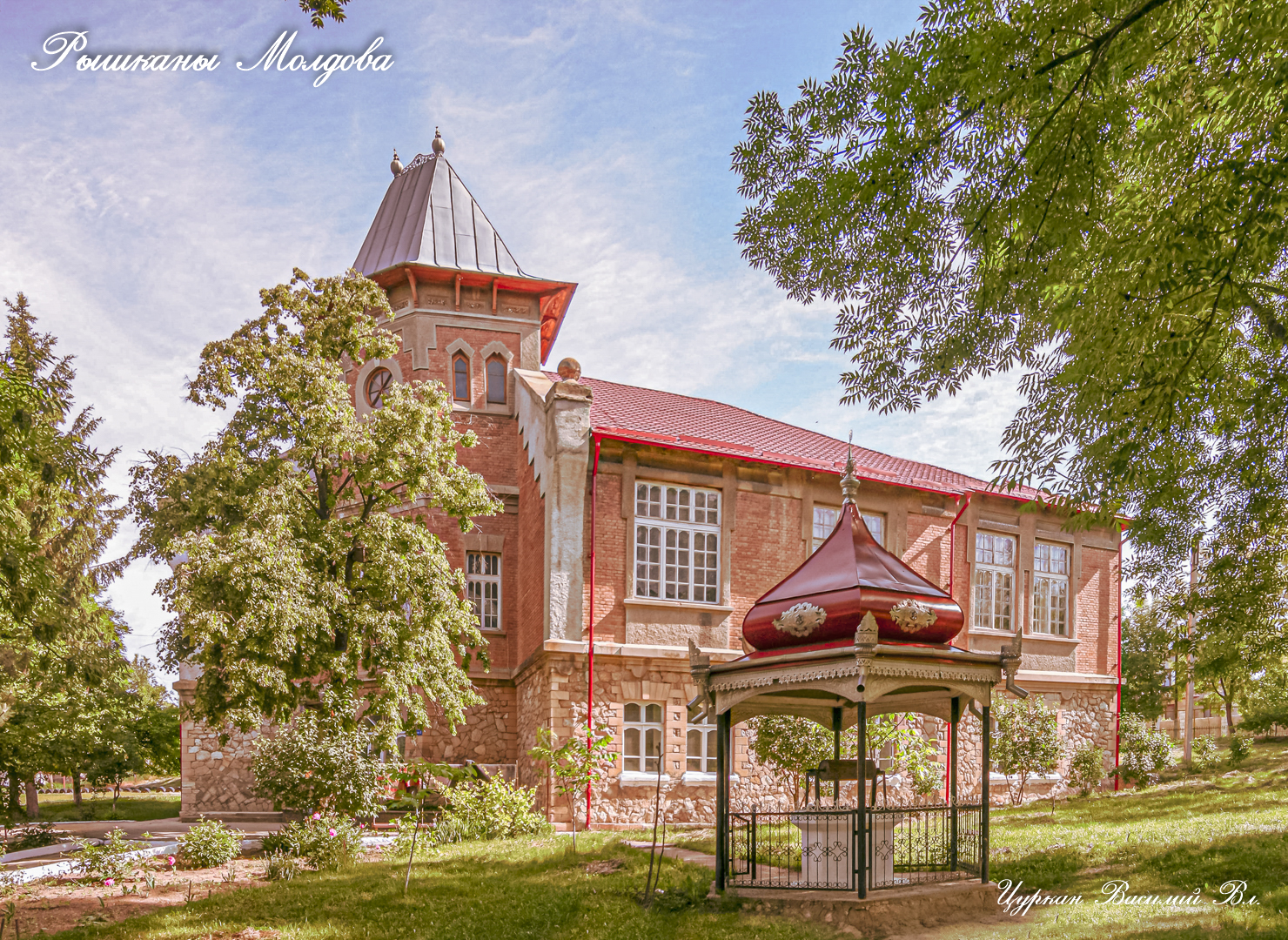
Edificiul istoric (anii 1930) al liceului teoretic „Liviu Damian”.

La începutul secolului XX era centrul volostei cu același nume. În 1902 avea 305 case, cu o populație de 1925 suflete; 630 vite mari cornute și 130 cai; o biserică cu hramul Sf. Mihail; școală elementară bisericească, unde se învață rusește; o școală de meserii: un spital pentru bolnavi. Țăranii posedau pământ de împroprietărire 770 desetine. Proprietarul satului, d. E. Râșcan-Derojinski, posedă aci, la Răcăria și Nihoreni, peste 6860 desetine pământ.

### Administrația românească
Anuarul Eparhiei Chișinăului și Hotinului din 1922 consemnează în Râșcani Biserica Adormirea Maicii Domnului, zidită din piatră în 1858, la care se roagă și enoriașii din satele învecinate: Copăcianca, Ivănușca și Nagoreni. În total, în domeniul parohiei sunt 900 gospodării de naționalitate români și ucraineni; sunt case pentru preoți.
Statutul de preot paroh avea Dimitrie Văluța, de 39 ani; absolvent al seminarului teologic, în serviciu pe loc de la 1910. Preot era Vasile Popovici, de 30 ani; absolvent al seminarului teologic, în serviciu pe loc de la 1917. Diacon-cântăreț – Alexandru Simașclievici, de 67 ani; absolvent școlii medii, în serviciu pe loc de la 1900. Cântăreț – Vladimir Popovici, de 37 ani; absolvent al școlii spirituale, în serviciu pe loc de la 1907 pe loc.
Conform deciziei regale cu privire la Legea de unificare administrativă, Râșcani rămâne reședință plasei Râșcani, județul Bălți. În comuna rurală Râșcani au fost incluse localitățile Colonia-Râșcani, Copăceni, Ivănești, Negureni, Râșcani [-Târg], Răcăria, Ușurei.

### Anii celui de-Al Doilea Război Mondial
La 1942, comuna rurală Râșcani, era reședința plășii omonime din județul Bălți și a comunei cu următoarea componență: Copăceanca, Colonia-Râșcani, Ivanușca, Nihoreni, Râșcani, Răcăria și Ușurei.

### Perioada sovietică
Pe parcursul anilor 60-70 se constituie un șir de întreprinderi industriale: fabrica de brânzeturi, combinatul de panificație, fabrica de uleiuri eterice, fabrica de confecții, stație avicolă de incubație, punct de colectare a tutunului. La Râșcani funcționau 5 organizații de construcții, coloana de transport auto ATB-17, coloana intercolhoznică de transporturi auto „Colhoztrans”, asociația raională „Moldplodovoșiprom”, tipografie etc. În 1975 producția de marfă a constituit 4,8 milioane ruble, beneficiul - 1,1 mln ruble; producția globală - 3,0 mln. ruble, inclusiv, culturi tehnice - 1015 mii ruble, creșterea animalelor - 1515 mii ruble, cereale - 610 mii ruble, pomicultura - 147 mii ruble, legumicultura - 119 mii ruble, venitul net - 338 mii ruble. La Râșcani se află sediul colhozului „Lenin”, gospodăria dispunea de 69 tractoare, 19 combine, 24 autocamioane.
În anii 1970 la Râșcani funcționau 2 școli medii, o școală de 8 ani, școală de muzică, școală sportivă, școală de arte plastice, 5 creșe grădinițe, un cinematograf, 4 case de cultură, 2 cluburi, casă a pionierilor și elevilor. În domeniul medico-sanitar activau un spital raional cu 260 de paturi, spital fizioterapeutic cu 100 paturi, policlinică, 4 puncte medicale. Sfera serviciilor în anii 1970-80 era reprezentată de magazine, restaurant, 4 cafenele și ospătării, hotel etc.

### În Moldova independentă
La începutul anilor 90 își deschide ușile Muzeul etnografic din localitate.

## Demografie

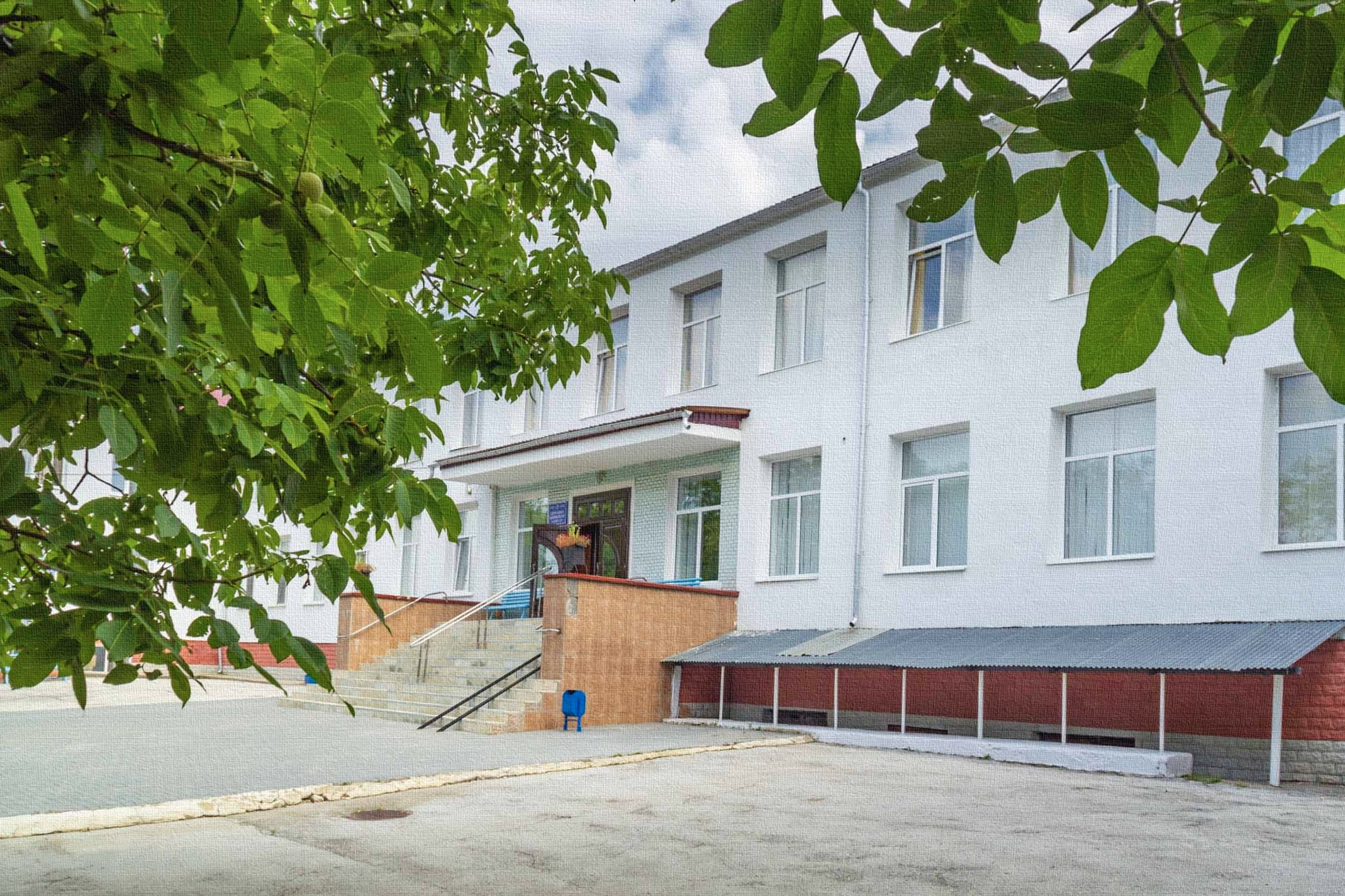
Școala medie №1

În anul 1997, populația orașului a fost estimată la 17900 de cetățeni 
Conform datelor recensământului din anul 2004, populația constituie 11104 de oameni, 47.46% fiind bărbați iar 52.54% femei. Structura etnică a populației orașului arată astfel: 55.36% - moldoveni/români, 29.85% - ucraineni, 8.39% - ruși, 0.17% - găgăuzi, 0.28% - bulgari, 0.06% - evrei, 0.29% - polonezi, 5.06% - țigani, 0.54% - alte etnii. În Rîșcani au fost înregistrate 3879 de gospodării casnice la recensământul din anul 2004(4). Membrii acestor gospodării alcătuiau 11104 de persoane, iar mărimea medie a unei gospodării era de 2.9 persoane. Gospodăriile casnice erau distribuite, în dependență de numărul de persoane ce le alcătuiesc, în felul următor: 18.41% - 1 persoană, 27.02% - 2 persoane, 23.46% - 3 persoane, 19.70% - 4 persoane, 6.88% - 5 persoane, 2.96% - 6 persoane, 0.80% - 7 persoane, 0.49% - 8 persoane, 0.13% - 9 persoane, 0.15% - 10 și mai multe persoane. În gospodăriile cu 10 și mai multe persoane locuiau în total 69 de oameni.

### Structura religioasă
Ortodoxă (88,58%)
     Martorii lui Iehova (0,69%)
     Creștini după evanghelie (0,67%)
     Nedeclarată (8,27%)
     Alte religii (baptiști, catolici, luterani etc.) și atei (1,79%)
Conform recensământului din 2014, structura religioasă a orașului Rîșcani este următoarea: ortodocși – 8202 persoane, martorii lui Iehova – 64 pers.; creștini după evanghelie – 62 pers.; penticostali – 56 pers.; adventiști de Ziua a șaptea – 35 pers., baptiști – 29 pers.; catolici – 19 pers., luterani – 9 pers., nedeclarată – 766 pers., alte religii și atei – 131 persoane.

### Structura etnică
Structura etnică a orașului conform recensămintelor populației din 2004 și 2014:
| Grup etnic       | 2004      | 2004        | 2014      | 2014        |
| Grup etnic       | Populație | Ponderea, % | Populație | Ponderea, % |
| ---------------- | --------- | ----------- | --------- | ----------- |
| Moldoveni/Români | 6.147     | 55,36       | 5.164     | 55,77       |
| Ucraineni        | 3.314     | 29,84%      | 2.858     | 30,86       |
| Ruși             | 932       | 8,39%       | 671       | 7,27        |
| Țigani           | 562       | 5,06%       | 427       | 4,61        |
| Polonezi         | 32        | 0,29%       | N/A       | N/A         |
| Bulgari          | 31        | 0,28%       | 12        | 0,13        |
| Găgăuzi          | 19        | 0,17%       | 24        | 0,29        |
| Alții            | 67        |             | 103       |             |
| Total            | 11.104    | 100%        | 9.259     | 100%        |

## Administrație și politică
Componența Consiliului local Rîșcani (23 de consilieri), ales la 5 noiembrie 2023, este următoarea:
|  | Partid                                       | Consilieri | Componență | Componență | Componență | Componență | Componență | Componență | Componență | Componență | Componență | Componență | Componență |
|  | -------------------------------------------- | ---------- | ---------- | ---------- | ---------- | ---------- | ---------- | ---------- | ---------- | ---------- | ---------- | ---------- | ---------- |
|  | Partidul Socialiștilor din Republica Moldova | 11         |            |            |            |            |            |            |            |            |            |            |            |
|  | Partidul Nostru                              | 8          |            |            |            |            |            |            |            |            |            |            |            |
|  | Partidul Acțiune și Solidaritate             | 2          |            |            |            |            |            |            |            |            |            |            |            |
|  | Partidul Social Democrat European            | 1          |            |            |            |            |            |            |            |            |            |            |            |
|  | Partidul „Renaștere”                         | 1          |            |            |            |            |            |            |            |            |            |            |            |

## Cartiere
| Nr. | Cartier                     | Populație, nr. de locuitori | Suprafață, km2 |
| --- | --------------------------- | --------------------------- | -------------- |
| 1   | Centru                      | 3244                        | 1,11           |
| 2   | Copăceanca                  | 3131                        | 2,34           |
| 3   | Malinovca (Râșcani-Colonie) | 3028                        | 2,54           |
| 4   | Ivanușca (Ivănești)         | 1840                        | 1,66           |

### Malinovca
Cartierul Malinovca este amplasata pe teritoriul fostei așezări germane, numită Râșcani-Colonie. Colonia a fost întemeiată în anul 1856, germanii protestanți fiind invitați să valorifice pământul de la periferia moșiei. În 1946 numele a fost schimbat în Malinovskoe, după Mihail Malinin - general al Armatei Sovietice, ulterior (în 1958) localitatea fiind scoasă de la evidență și contopită cu orașul Râșcani.
La 1928, în Râșcani-Colonia erau 344 locuitori. Satul se supunea, din punct de vedere al jurisprudenței, Judecătoriei de Ocol Copăceanca al Tribunalului Bălți. În domeniul social funcționau 1 biserică evanghelică și 1 școală primară. Populația era deservită de 1 cizmari (Zaharciuc Ioan), 1 fierar (Witte Conrad), 1 grădinar (Walter Petre), 1 împletitori de coșuri (Novac Iosif), 1 rotari (Hell Carol), 1 sobar (Crasov Ion) și 1 tâmplar (Kauch Wilhelm).
La recensământul din 1930 în Râșcani-Colonie a fost numărați 336, inclusiv 330 germani și 6 ruși. Structura lingvistică a populației a fost următoarea: pentru 324 persoane germana era limba maternă și 12 persoane au declarata limba rusă.
În 1941 în Colonia-Râșcani au fost înregistrați 78 de clădiri și 281 locuitori.

### Ivanușca
În anul 1928, satul Ivănești avea 1600 locuitori, funcționa 1 școală primară. Populația era deservită de 1 cârciumar (Stegărcscu Maria), 1 cizmar (Budnarschi Macarie) 2 fierari (Caretnic Vasile, Wagner Mihail) 2 mori (Boguțchi l C., Șeptițchi Petre & Co.).

## Infrastructură

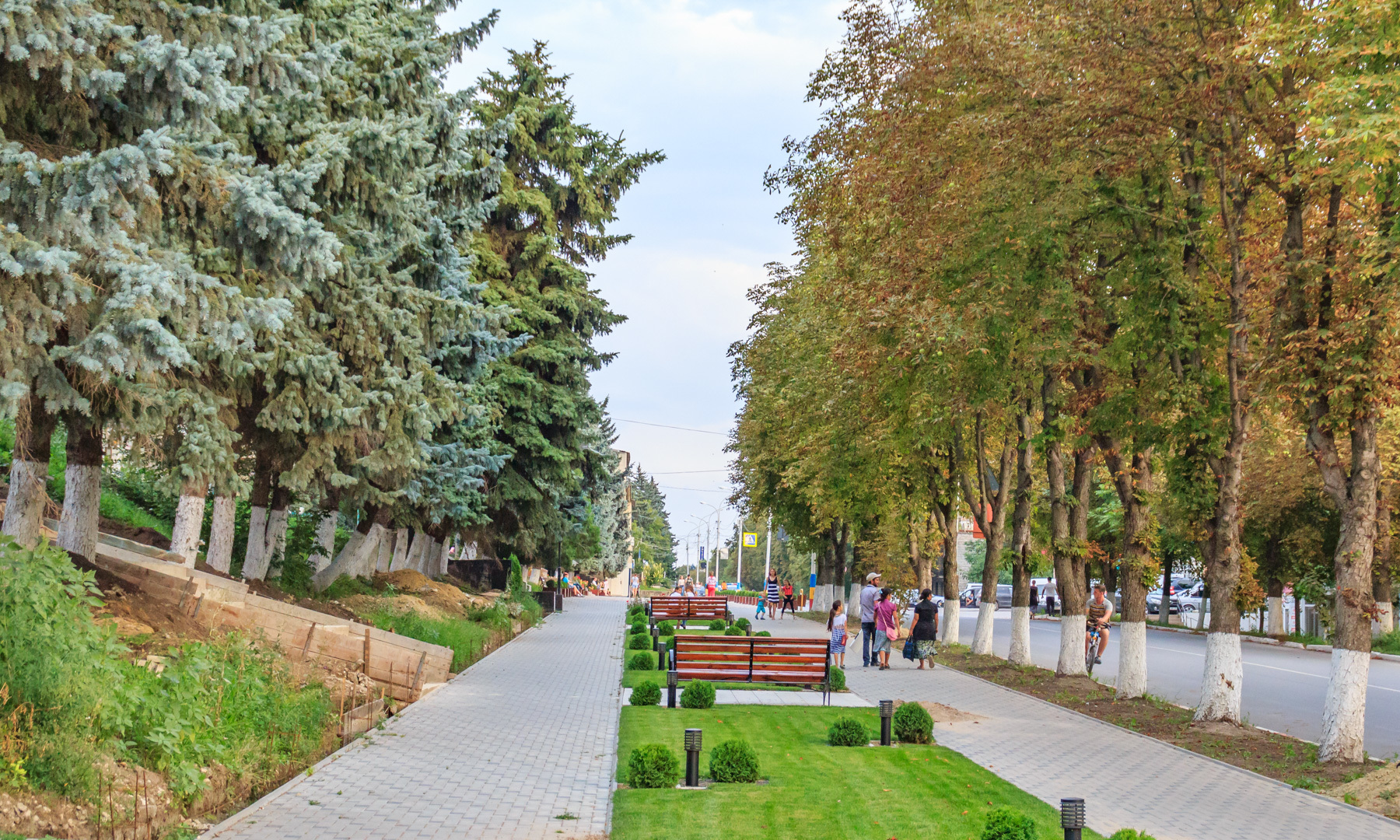
Alee din localitate

Lungimea totală a drumurilor din localitate este de 101,4 km, dintre care drumuri cu acoperire rigidă constituie 27,8 km. Orașul Râșcani dispune de o sistemă centralizată de aprovizionare cu apă, cu lungimea apeductului de 43,5 km. Populația care este conectată la sistemul centralizat de aprovizionare cu apă constituie 31%. Sursa de apă în sistemul de apeducte este formată din 17 fântâni arteziene. Restul populației se alimentează din 300 fântâni publice. Sistemul de canalizare se întinde pe 21 km. Populația conectată la sistem constituie 16% sau aproape de două ori mai puțin decât cea conectată la apeduct. Recent orașul a fost gazificat și are o rată de gazificare foarte înaltă, peste 90%.
Sistemul de învățământ al orașului este format dintr-o școală medie generală, două licee, o școală polivalentă și un colegiu agroindustrial. Sistemul de ocrotire a sănătății este asigurat de un centru de medicină preventivă, spitalul orășenesc și policlinică. Pe lângă aceasta în oraș funcționează 6 farmacii. Orașul dispune de 2 biblioteci publice, o casă de cultură, un muzeu și un Palat al solemnităților familiale. De asemenea în oraș funcționează o școală sportivă și una de arte.

## Personalități

### Născuți în Rîșcani
- Iacov Berezin (1890–1957), revoluționar rus, ofițer, inginer electric și constructor sovietic
- Nicolae Botnariuc (1915–2011), zoolog și biolog român
- Jacob Guinsburg (1921–2018), critic de teatru, eseist și profesor brazilian
- Mina Polianskaia (n. 1945), scriitoare, prozatoare și eseistă rusă
- Victor Șelin (n. 1965), om de afaceri, politician și fost jurnalist

## Galerie de imagini

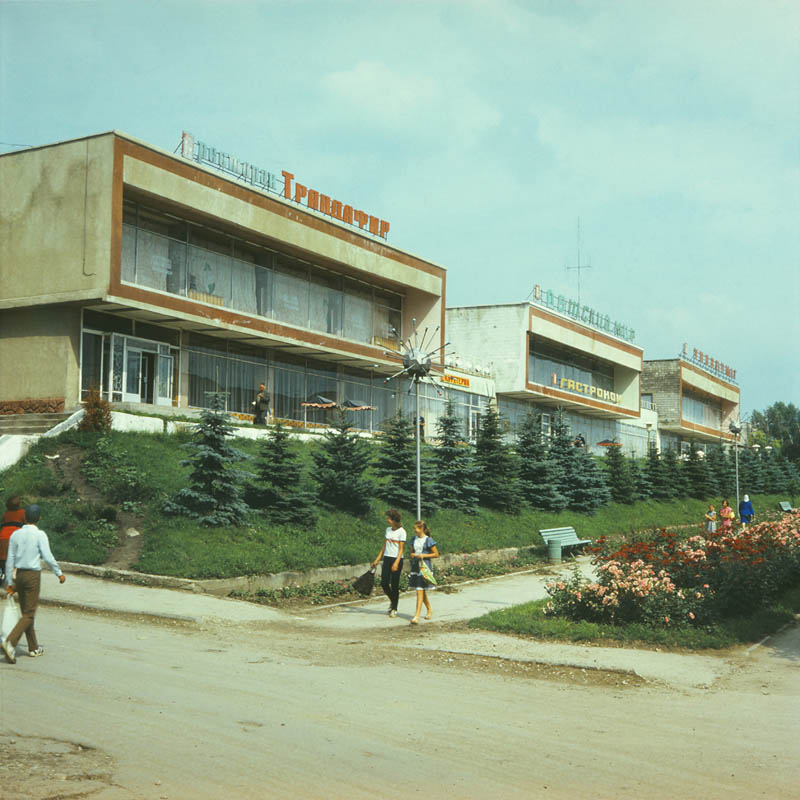
Orașul în anii 1980.
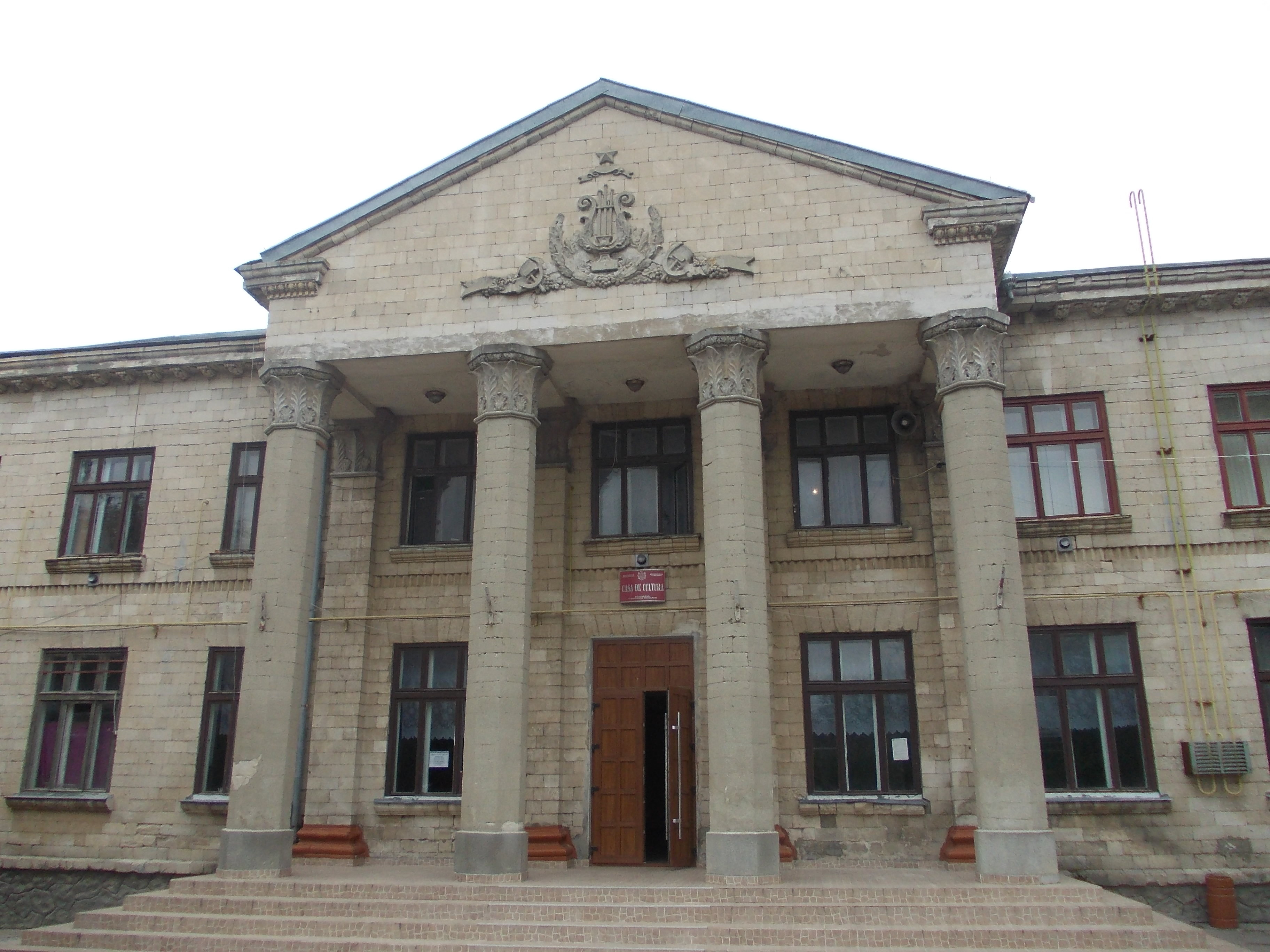
Casa de cultură
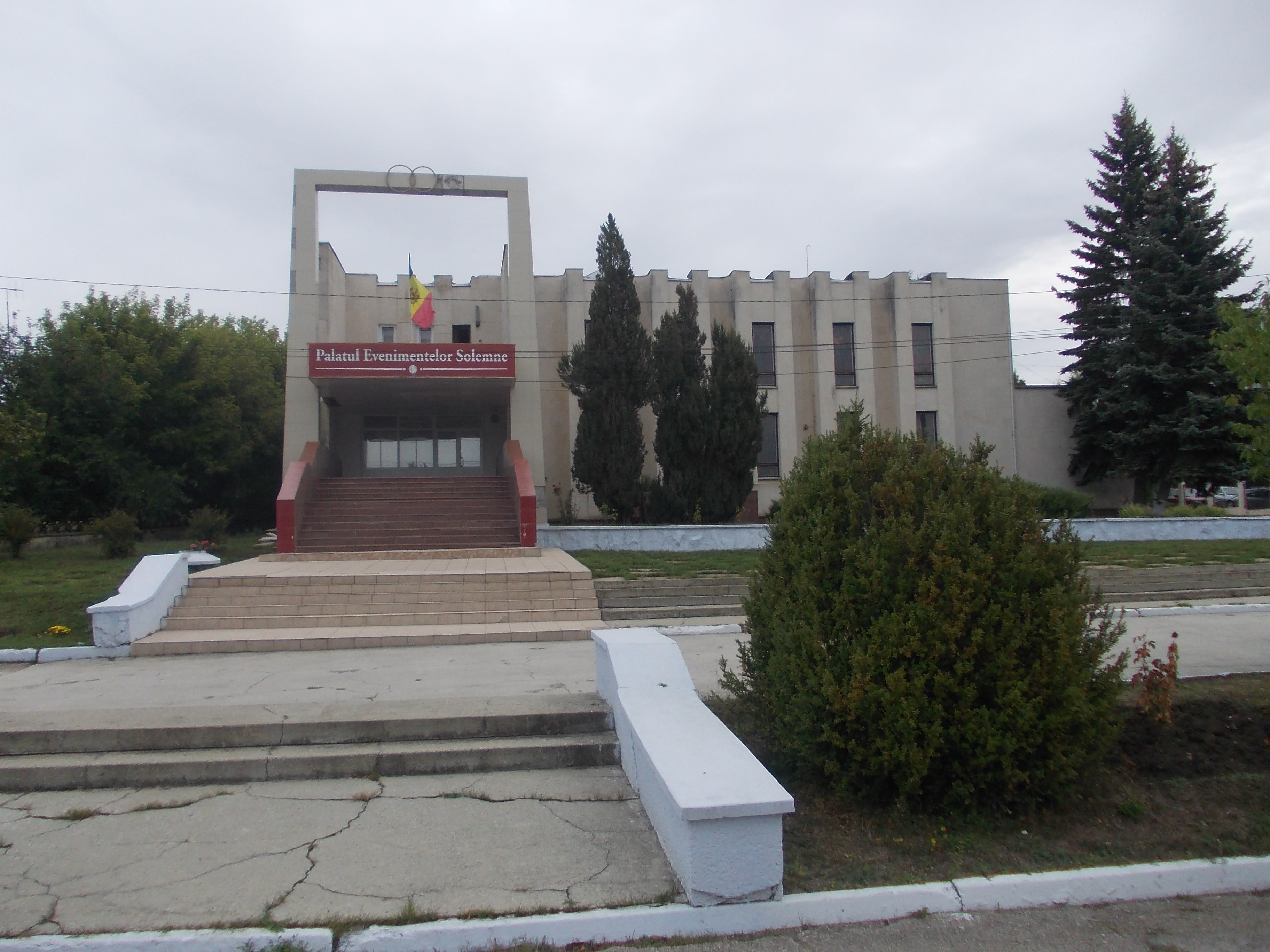
Palatul evenimentelor solemne
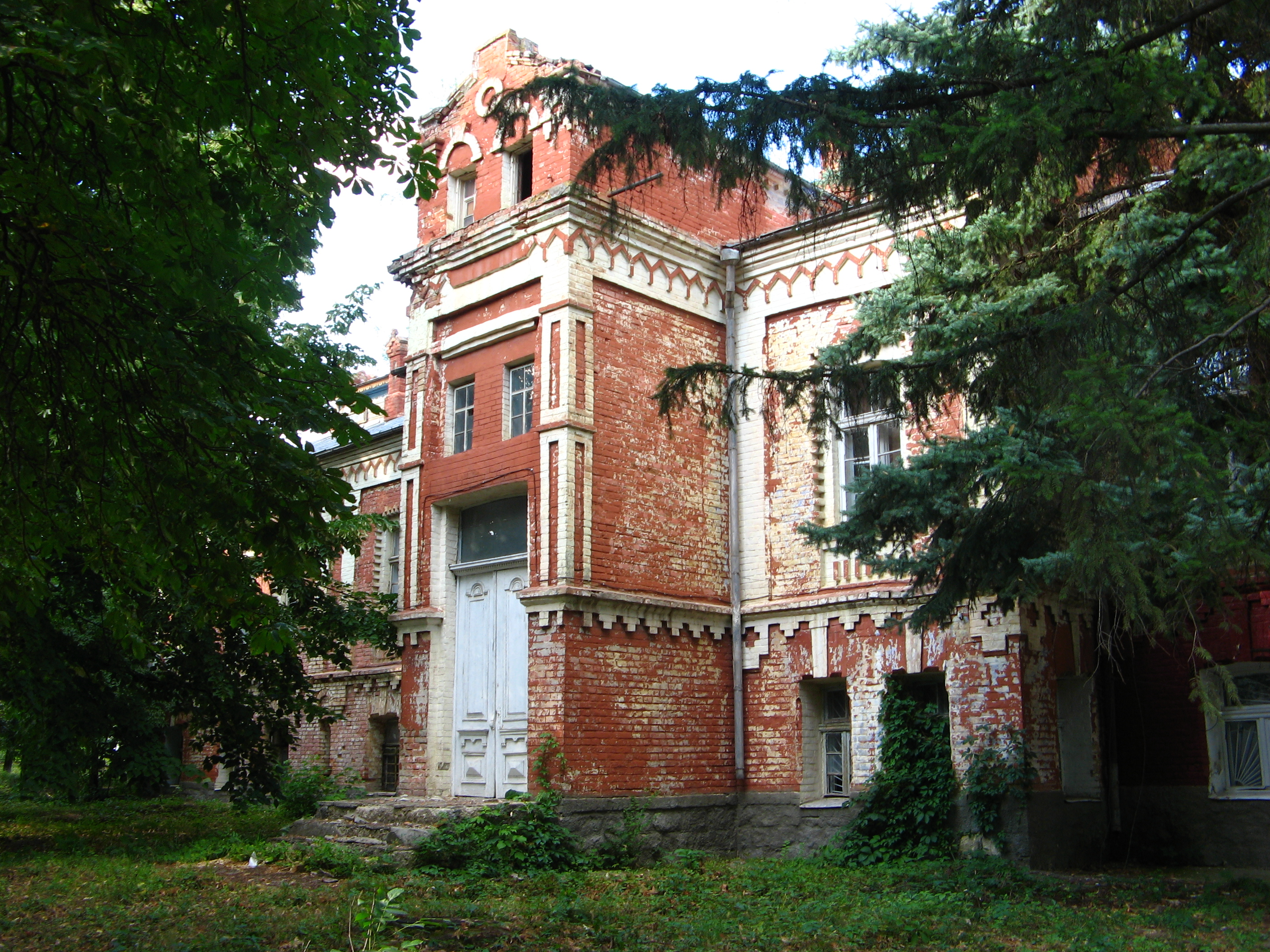
Secție a spitalului raional
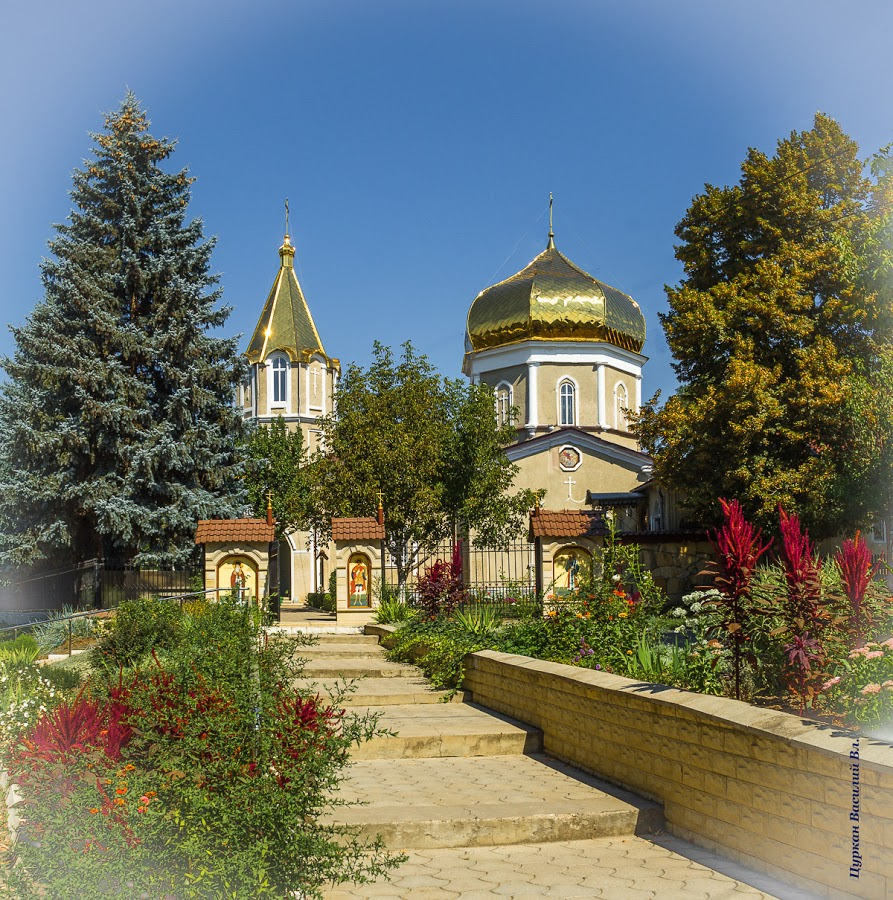
Biserica „Adormirea Maicii Domnului” din localitate.
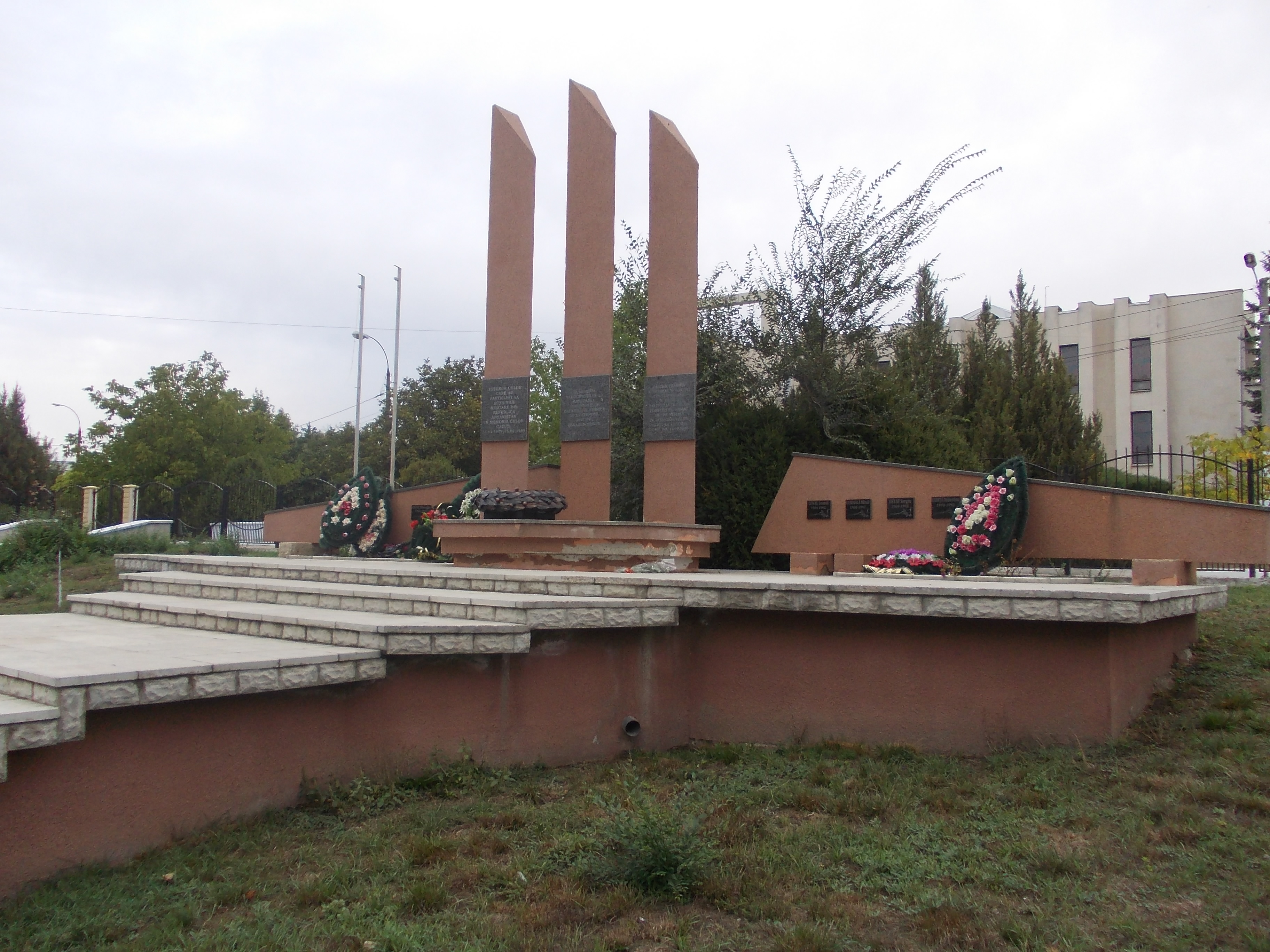
Memorialul victimelor celui de-al Doilea Război Mondial.
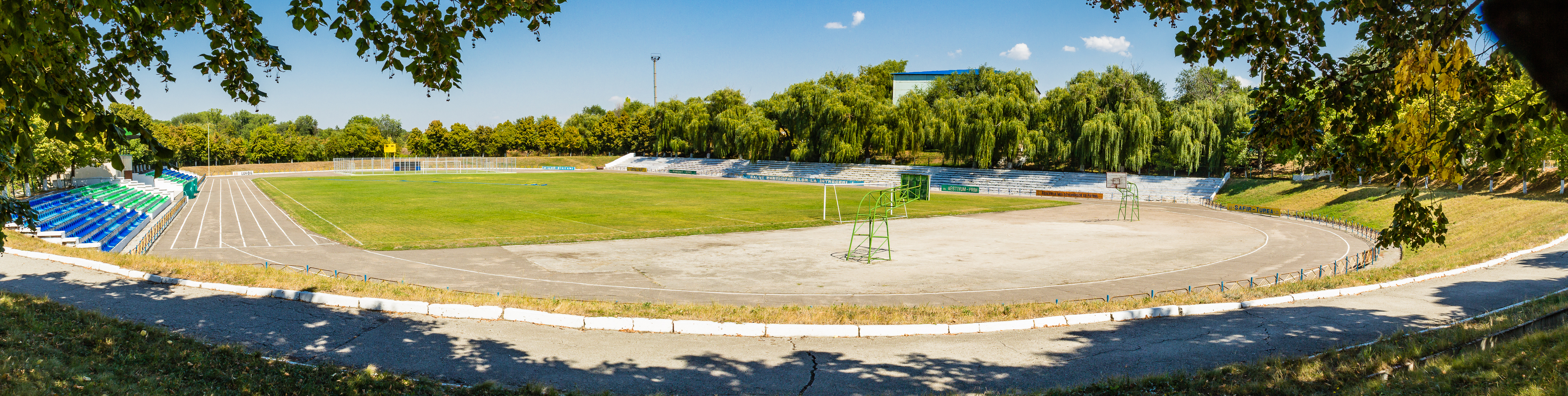
Stadionul orășenesc